# Distrito electoral local 6 de Hidalgo
El Distrito electoral local 6 de Hidalgo es uno de los dieciocho distritos electorales Locales del estado de Hidalgo para la elección de diputados locales. Su cabecera es la ciudad de Huichapan.

## Historia

### Huichapan como cabecera distrital

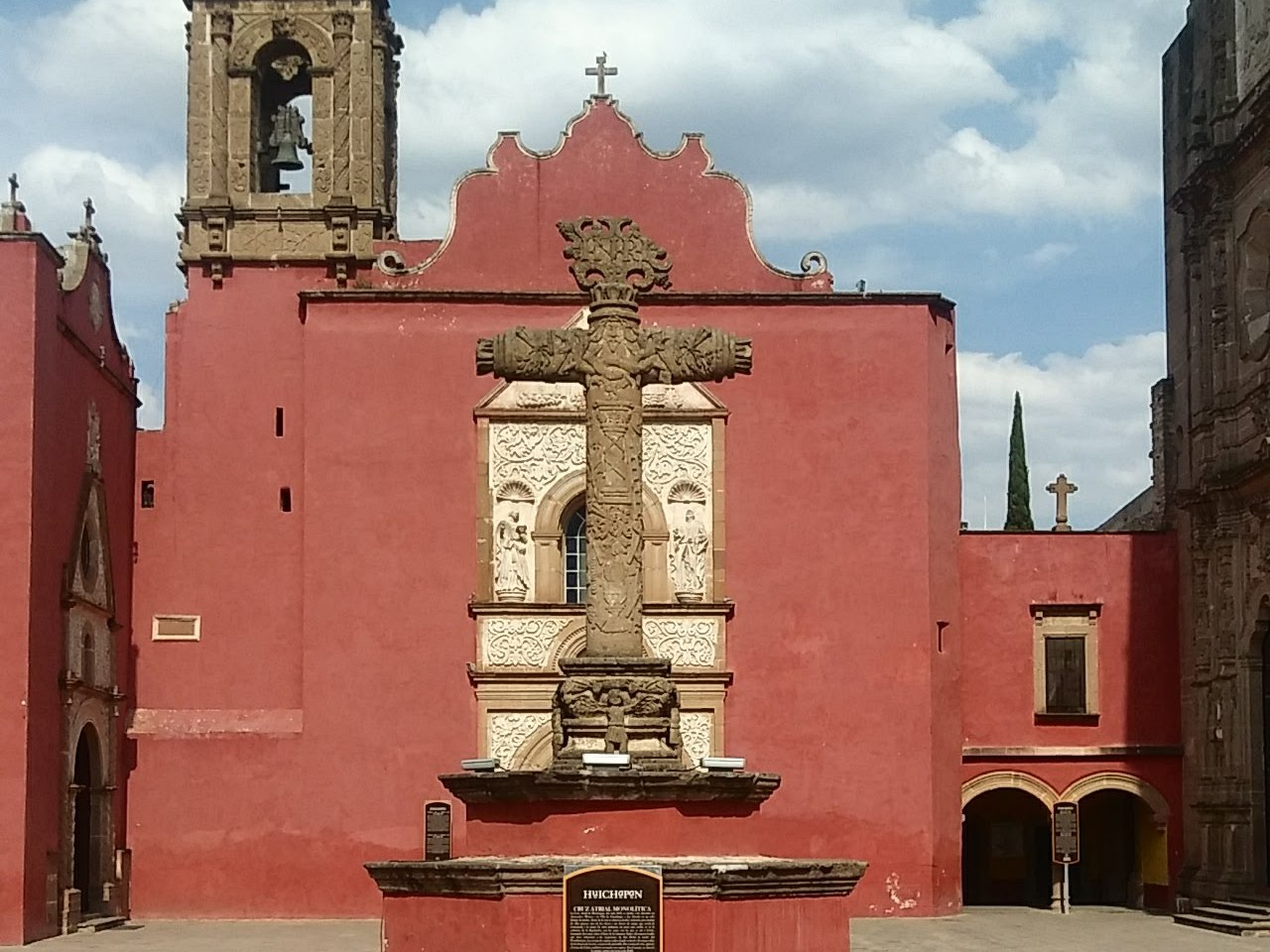
Huichapan sede del Consejo distrital.

Después de la erección del estado de Hidalgo en 1869 durante la I Legislatura del Congreso de Hidalgo existían once distritos, siendo Huichapan el V Distrito. De 1871 a 1879 existieron dieciséis distritos siendo Huichapan el V Distrito. De 1879 a 1903 existieron once distritos siendo Huichapan el V Distrito. Para el periodo de 1903 a 1913 Huichapan no fue cabecera distrital.
De 1917 a 1923 en Hidalgo existieron dieciséis distritos siendo Huichapan el V Distrito. De 1925 a 1931 con diecisiete distritos existentes Huichapan fue el V Distrito. Para el periodo 1931 a 1935 con once distritos Huichapan fue el IV Distrito. De 1939 hasta 1972 con once distritos Huichapan fue el IV Distrito. De 1975 a 1996 existieron quince distritos siendo Huichapan el IV Distrito. Para el periodo de 1996 a 2016 con dieciocho distritos existentes Huichapan fue el VI Distrito.
El 3 de septiembre de 2015 el Consejo General del Instituto Nacional Electoral (INE) aprobó los distritos electorales uninominales locales y sus respectivas cabeceras distritales de Hidalgo, que entraron en vigor para las elecciones estatales de Hidalgo en 2016. En el año 2023, se aprobó una nueva demarcación territorial, quedando Huichapan como cabecera distrital.

## Demarcación territorial
Este distrito está integrado por un total de seis municipios, que son los siguientes:
- Chapantongo, integrado por 10 secciones electorales.
- Huichapan, integrado por 37 secciones electorales.
- Nopala de Villagrán, integrado por 10 secciones electorales.
- Tecozautla, integrado por 25 secciones electorales.
- Tepetitlán, integrado por 8 secciones electorales.
- Tezontepec de Aldama, integrado por 24 secciones electorales.

## Diputados por el distrito
- LXIII Legislatura (2016-2018)[9]
  - Santiago Hernández Cerón (PAN).[10][11]
- LXIV Legislatura
  - Armando Quintanar Trejo, MORENA (2018-2020).[12][13]
  - Ángelo López Barrón, MORENA (2020).[14][15]
  - Armando Quintanar Trejo, MORENA (2020-2021).[16][17]
- LXV Legislatura (2021-2024)
  - Rodrigo Castillo Martínez, PAN.[18]